# Lista orașelor din Benin
- Aceasta pagină este o listă a orașelor din Benin.

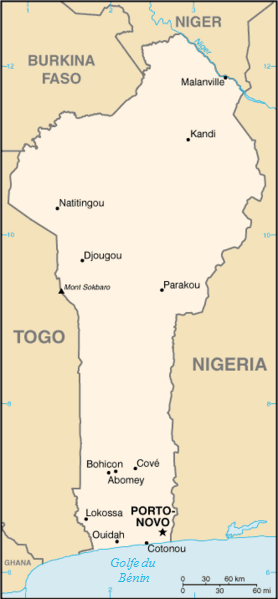
Harta Beninului

| - Abomey - Abomey-Calavi - Allada - Aplahoué - Athiémé - Banikoara - Bassila - Bembèrèkè - Bétérou - Bohicon - Bori - Boukoumbé - Comé - Cotonou | - Cové - Dassa-Zoumé - Djougou - Dogbo-Tota - Ganvie - Grand Popo - Kandi - Kérou - Kétou - Kouandé - Lokossa - Malanville - Natitingou - Ndali | - Nikki - Ouidah - Parakou - Péhonko - Pobé - Porga - Porto Novo - Sakété - Savalou - Savé - Ségbana - Tanguiéta - Tchaourou |

## Cele mai mari orașe
1. Cotonou - 818.100
2. Porto Novo - 234.300
3. Parakou - 227.900
4. Djougou - 206.500
5. Bohicon - 164.700
6. Kandi - 149.900
7. Abomey - 126.800
8. Natitingou - 119.900
9. Lokossa - 111.000
10. Ouidah - 97.000